# Revue d'économie politique
La Revue d'économie politique est une revue scientifique française qui publie des articles dans les domaines de l'analyse économique.

## Présentation
Fondée en 1887 par la maison d'édition Larose & Forcel et sous l'impulsion de l'économiste universitaire Charles Gide (1847-1932). Cette revue brisait la prétention des libéraux au monopole de la science économique, offrait un forum à tous les courants non-conformistes et une tribune aux contestataires que les libéraux tentaient de réduire au silence. Il fournissait aussi un organe aux nouveaux économistes universitaires dont le nombre allait rapidement croître. Elle fut ensuite reprise par Sirey et actuellement publiée par les éditions Dalloz, la Revue d'économie politique est classée par le Comité national de la recherche scientifique (CNRS) dans les publications recensées par la section 37 « économie et gestion ».

## Rédacteurs en chef
| Identité                                     | Période | Période  | Durée  |
| Identité                                     | Début   | Fin      | Durée  |
| -------------------------------------------- | ------- | -------- | ------ |
| Charles Gide (1847 - 1932)                   | 1877    | 1932     | 55 ans |
| Charles Rist (1874 - 1955)                   | 1932    | 1955     | 23 ans |
| Gaëtan Pirou (1886 - 1946)                   | 1934    | 1946     | 12 ans |
| René Courtin (1900 - 1964)                   | 1946    | 1964     | 18 ans |
| Georges Lutfalla (d) (1904 - 1964)           | 1946    | 1964     | 18 ans |
| Henri Guitton, (1904 - 1992)                 | 1956    | 1987     | 31 ans |
| Bernard Lassudrie-Duchêne (d), (1926 - 2019) | 1987    | 1998     | 11 ans |
| Gilbert Abraham-Frois, (1934 - 2024)         | 1998    | 2008     | 10 ans |
| Antoine d'Autume (d) (né en 1949)            | 2008    | 2015     | 7 ans  |
| Bertrand Crettez (d)                         | 2015    | En cours | 10 ans |